# Îlet Saint-Aubin
L'Îlet Saint-Aubin est un îlot martiniquais situé sur la côte nord-est de la Martinique, juste en face de la petite ville de Sainte-Marie, dans la région appelée Nord-Atlantique.

## Histoire
Il était nommé îlet de Caerman sur les cartes du XVIIIe siècle.